# استرلیتاماک
شهر استرلیتاماک (به روسی: Стерлитамак) در کشور روسیه و در جمهوری باشقیرستان واقع شده‌است.